# داود العيسوي
داود العيسوي مواليد 1947 (بالإنجليزية: Dawud Al-Eisawi)‏ هو عالم نبات أردني وبروفيسور في علم الأحياء في الجامعة الأردنية. 